# GfK Entertainment charts
Các bảng xếp hạng âm nhạc chính thức tại Đức được thu thập và xuất bản bởi công ty Media Control GfK International (tạm dịch: Giám sát Truyền thông Quốc tế GfK, GfK là Gesellschaft für Konsumforschung, Hiệp hội Nghiên cứu Hàng tiêu dùng) thay mặt cho Bundesverband Musikindustrie (Hiệp hội Liên bang Công nghiệp Thu âm). Giám sát Truyền thông quốc tế GfK là những nhà cung cấp thông tin hàng tuần cho các hạng mục như Top-100 album/đĩa đơn, Compilation, Jazz Top-30, Classic Top-20, Schlager Longplay Top-20, Music-DVD Top-20 và bảng xếp hạng nhạc Nhảy (Dance) chính thức (ODC) Top-50 charts.

## Hạng mục
- Top100 Singles
- Top100 Albums
- Top-50 ODC (Bảng xếp hạng nhạc Dance chính thức)
- Classic Top-20 Charts
- Jazz Top-30 Charts
- Compilation Charts
- Schlager TOP-20 Longplay-Charts
- Music DVD Top-20 Charts
- TOP-5 New Entries per SMS